# Маркус Лауридсен
Маркус Холтон Лауридсен (дан. Markus Holton Lauridsen; Гентофте, 28. фебруар 1991) професионални је дански хокејаш на леду који игра на позицији одбрамбеног играча. 
Члан је сениорске репрезентације Данске за коју је дебитовао на светском првенству 2013. године. Од сезоне 2016/17. игра у шведској СХЛ лиги у екипи Лександа.
Његов старији брат Оливер Лауридсен такође је професионални хокејаш на леду.